# S (蒼井翔太のアルバム)
『S』（エス）は、蒼井翔太の初のベストアルバム。2016年5月18日にb-greenから発売された。販売はキングレコード。

## 概要
2013年に蒼井翔太名義でデビューしてから初となるベストアルバム。CDには、デビューミニアルバム「ブルーバード」表題曲と1stシングル「Virginal」から5thシングル「絶世スターゲイト」までのシングル表題曲、1stアルバム「UNLIMITED」表題曲を含む計12曲を収録。
発売形態は通常盤（CD ONLY）と初回限定盤（CD+BD/CD+DVD）の3種類で、初回限定盤にはミュージック・ビデオを収録したBD/DVDが付属する。

## 収録曲

### CD
1. S
作詞・作曲：上松範康（Elements Garden）、編曲：藤間仁（Elements Garden）
  - 本アルバム表題曲
2. ブルーバード
作詞・作曲：上松範康、編曲：藤田淳平（Elements Garden）
  - デビューミニアルバム「ブルーバード」表題曲
3. Virginal
作詞・作曲：上松範康、編曲：藤田淳平
  - デビューシングル表題曲
4. TRUE HEARTS
作詞：RUCCA、作曲：上松範康、編曲：菊田大介（Elements Garden）
  - 2ndシングル表題曲
5. 秘密のクチヅケ
作詞・作曲：上松範康、編曲：岩橋星実（Elements Garden）
  - 3rdシングル表題曲
6. UNLIMITED
作詞：RUCCA、作曲・編曲：藤田淳平
  - 1stアルバム「UNLIMITED」表題曲
7. MURASAKI
作詞：RUCCA、作曲：上松範康、編曲：藤田淳平
  - 4thシングル表題曲
  - 舞台『PRINCE KAGUYA』テーマソング
8. Brilliant Moon〜月白炎（つきかげろう）〜
作詞・作曲：佐藤ひろ美、編曲：藤間仁
  - 佐藤ひろ美の同名曲のカバー
9. 絶世スターゲイト
作詞・作曲：上松範康、編曲：藤田淳平
  - 5thシングル表題曲
  - TBS系アニメ『ファンタシースターオンライン2 ジ アニメーション』主題歌
10. 汝の言霊（きみのことば）
作詞・作曲：蒼井翔太、編曲：藤間仁
  - UHFアニメ『この男子、魔法がお仕事です。』主題歌
11. START!!
作詞・作曲：蒼井翔太、編曲：藤間仁
12. 汝の言霊
作詞・作曲：蒼井翔太、編曲：藤間仁
  - ボーナストラック、バラードバージョン

### BD / DVD
初回限定盤のみ。
1. ブルーバード
2. Virginal
3. TRUE HEARTS
4. 秘密のクチヅケ
5. UNLIMITED
6. MURASAKI
7. 絶世スターゲイト